# 7911 Carlpilcher
A 7911 Carlpilcher (ideiglenes jelöléssel 1977 RZ8) a Naprendszer kisbolygóövében található aszteroida. Edward L. G. Bowell fedezte fel 1977. szeptember 8-án.